# Parish (hrabstwo Oswego)
Parish – wieś w Stanach Zjednoczonych, w stanie Nowy Jork, w hrabstwie Oswego.